# Fanny Cornforth
Fanny Cornforth (nata Sarah Cox; Steyning, 1835 – Londra, 1906) è stata domestica, amante, musa e modella del pittore preraffaellita Dante Gabriel Rossetti.
Nei dipinti di Rossetti, Fanny Cornforth, appare come una rossa formosa, in contrasto con le figure eteree delle altre sue modelle Jane Morris, Alexa Wilding e Elizabeth Siddal.

## Biografia
Appartenente alla working class della società inglese, Cornforth incontrò Rossetti nel 1858 e divenne sua modella e amante approfittando dell'assenza di Elizabeth Siddal. Quando Siddal ritornò nel 1860, Rossetti la sposò con il presentimento che lei sarebbe morta dopo poco tempo. Molti biografi presumono che Siddal avesse in antipatia Cornforth, ma non esistono prove che la Siddal sapesse dell'esistenza dell'altra. Cornforth si sposò con il meccanico Timothy Hughes, ma fu una relazione di breve durata. Dopo la morte di Siddal, Fanny Cornforth si trasferì da Rossetti come sua governante di casa.
La relazione tra Rossetti e Cornforth dovrebbe essere l'ultima che ebbe Rossetti, tuttavia per molto tempo ebbe una relazione saltuaria con Jane Morris, ma siccome questa era sposata con William Morris, la relazione non fu mai resa pubblica.
Venendo dalla classe lavoratrice Fanny Cornforth aveva un accento grossolano e molte lacune nell'educazione, per questo motivo gli amici di Rossetti rimasero spesso sgradevolmente impressionati. Molti di loro non la accettarono mai completamente e fecero delle pressioni affinché Rossetti la lasciasse.

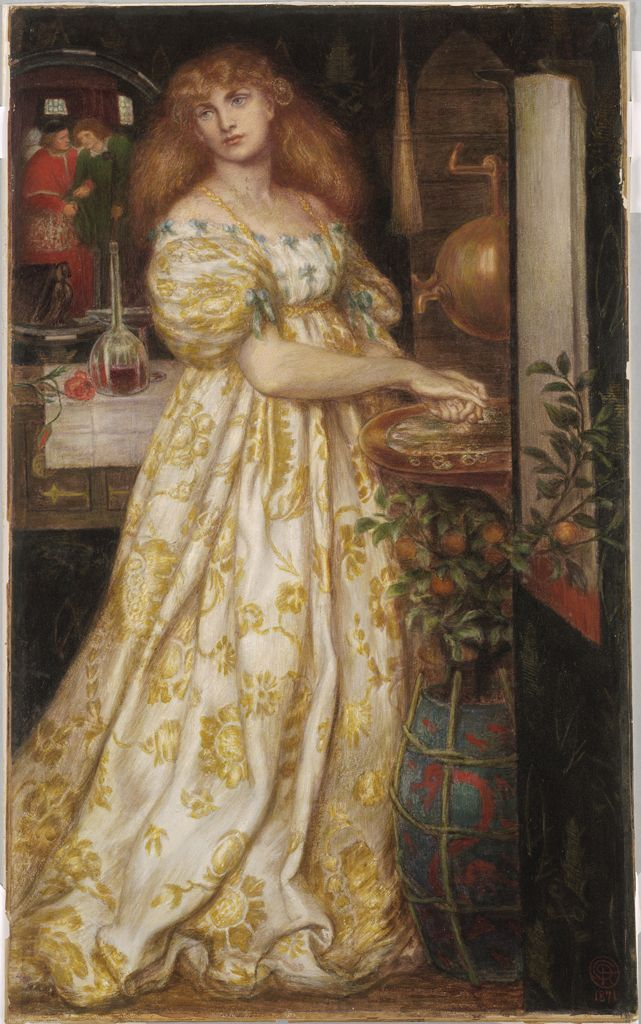
Fanny Cornforth come Lucrezia Borgia (1861)

Durante il corso della loro relazione Cornforth crebbe di peso, il crescere del girovita dei due amanti diede luogo ad uno scherzo reciproco. Il nomignolo che venne affibbiato a lei fu "il mio caro elefante", mentre lei lo chiamava "Rhino" (abbreviazione di rinoceronte), in intimità lui disegnò anche dei fumetti per lei con degli elefanti.
I dipinti più famosi in cui venne usata come modella furono Bocca Baciata del 1859, e Lucrezia Borgia del 1861. Tra dipinti ad olio, acquarelli, pastelli e matite posò meno di sessanta volte, la meno ritratta fra le muse principali di Rossetti.